# Arbast
Arbast (francès Arbas) és un municipi occità de Comenge, a Gascunya, situat administrativament al departament de l'Alta Garona i a la regió d'Occitània.